# Fosliella
Fosliella M.A. Howe, 1920  é o nome botânico  de um gênero de algas vermelhas pluricelulares da família Corallinaceae, subfamília Corallinaceae.

## Espécies
Atualmente apresenta 7 espécies taxonomicamente válidas, entre elas:
- Fosliella farinosa (J.V. Lamouroux) M.A. Howe, 1920
- Lista completa